# Агеенко, Александр Наумович
Алексндр Нау́мович Аге́енко (Агге́енко) (1853 — после 1912) — русский инженер-архитектор, городской архитектор Мелитополя.

## Биография
Родился в 1835 году в семье врача, статского советника (позже — действительного статского советника) Наума Никифоровича Агеенко (?—1899).
В 1876 году окончил Петербургское строительное училище со званием архитекторского помощника. Работал помощником производителя работ по строительству Центральной пересыльной тюрьмы в Москве. С 1879 года состоял архитектором службы ремонта путей и зданий Общества Ряжско-Вяземской железной дороги. В 1880—1881 годах работал архитектором Строительного отдела Тамбовского губернского правления; в 1882—1888 годах — Таврического губернского правления. В 1888—1889 годах работал городским архитектором Мелитополя. В 1890 году вышел в отставку и перебрался в Москву. С 1895 года состоял членом Московского архитектурного общества. Автор 14 церквей в Таврической губернии. Был членом Таврической учёной архивной комиссии.

## Избранные реализованные проекты
- Детский приют (1897, Москва, Спиридоновка, 21), не сохранилось[2];
- Доходный дом В. С. Засецкой (Московского купеческого общества), правая часть (1895, Москва, Кузнецкий Мост, 4)[2], авторство оспаривается[4];
- Возведение особняка Тарасова по проекту И. В. Жолтовского (1909—1910, Москва, Спиридоновка, 30/1)[2];
- Доходный дом князя Щербатова по проекту А. И. Таманова (1909—1910, Москва, Новинский бульвар, 11)[2];
- Пристройка к служебному корпусу особняка В. Д. Носова (1910, Москва, Электрозаводская улица, 12, стр. 1)[5];
- Пристройка к дому Е. П. Носовой (1912, Москва, Малая Семёновская улица, 1)[6];
- Усадьба («замок») генерала Попова (село Васильево Мелитопольского уезда Таврической губернии)[6];
- Здание общежития гимназии и реального училища (Тамбов)[6].

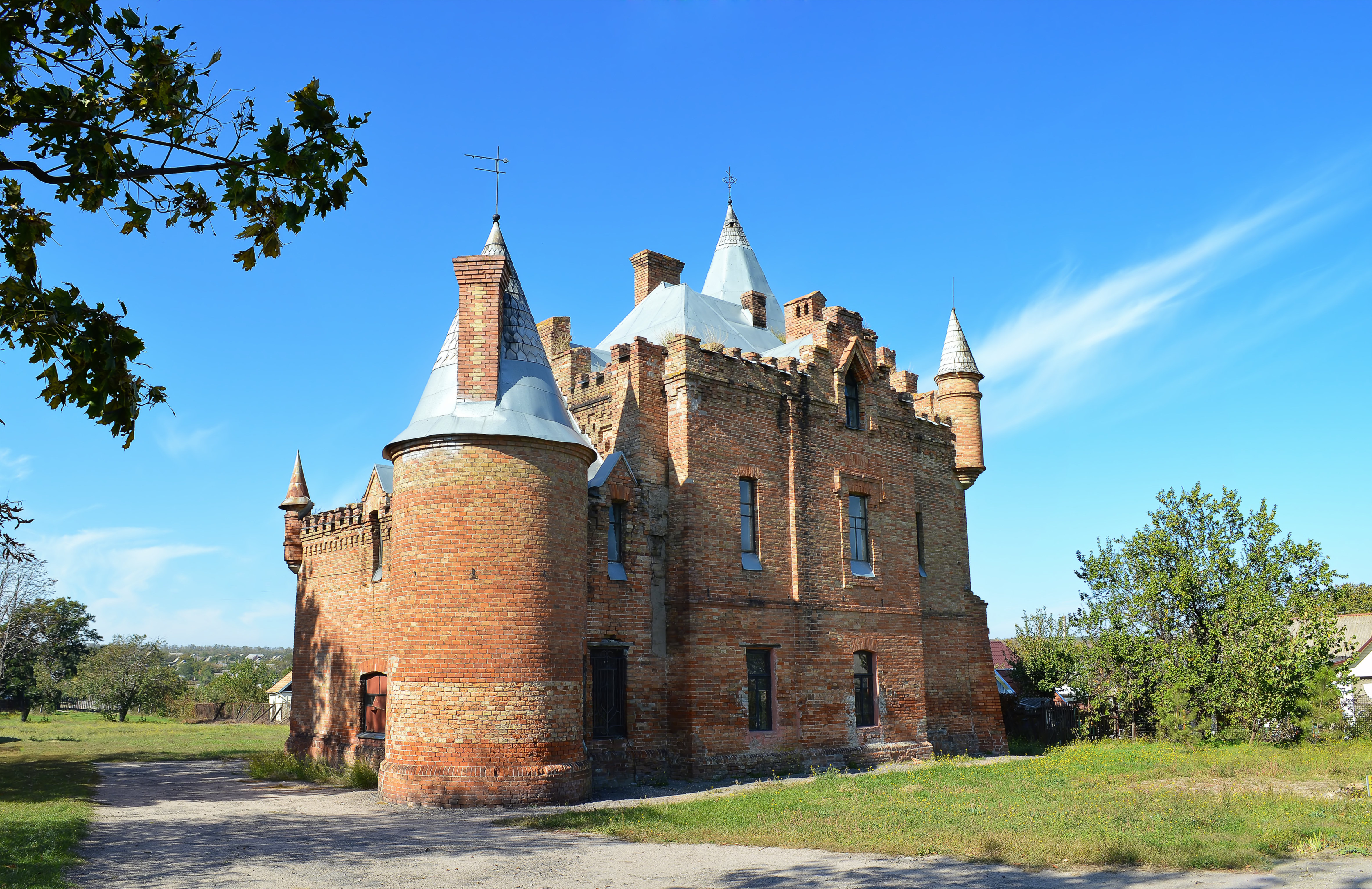
Один из трёх сохранившихся флигелей усадьбы Васильевка